# Октябрьский (Брестская область)
Октя́брьский (бел. Кастрычніцкі) — посёлок в Столовичском сельсовете Барановичского района Брестской области Беларуси.

## География
Октябрьский расположен в 3 км севернее г. Барановичи (расстояние до ближайшей точки города после расширения г. Барановичи в 2013 году), в 136 км юго-западнее столицы Республики Беларусь, г. Минск. Через посёлок проходит дорога Р-5 республиканского значения, соединяющая его с Барановичами. В 2 км южнее посёлка дорога Р-5 пересекается с международной трассой М1 (E 30). Республиканская дорога Р-5 Барановичи — Новогрудок — Ивье, проходящая через Октябрьский, является частью транспортных путей, связывающих Барановичи с Гродненской областью Беларуси, Калининградской областью России, Литвой.

Остановка автобуса в Октябрьском

## История
Октябрьский основан в 1953 году. Основание посёлка связано с началом промышленной добычи торфа в окрестностях Барановичей. Для осуществления этой задачи севернее города, вблизи крупных торфяных месторождений, было начато строительство производственных объектов торфоперерабатывающего предприятия, одновременно со строительством жилья и объектов инфраструктуры для его работников. В числе первых строений в 1953 году были возведены 2 жилых дома, общежитие, здание администрации торфопредприятия, школа. В 1955 году было запущено производство на торфопредприятии. Немалая часть торфа поставлялась на Барановичскую ТЭЦ в качестве топлива по существовавшей тогда ветке узкоколейной железной дороги, чем обеспечивалось теплоснабжение значительной части города. В 1963 году началось строительство радиорелейной станции (РРС), составной части линий связи и распространения программ телевидения. В 1964 году станция была введена в эксплуатацию.
16 октября 2008 г. РРС закрыта, выключены и все РРС Республики Беларусь в целом. Радиорелейные линии Беларуси прекратили своё существование.

Памятный знак «В честь первых строителей»

## Население
| Численность населения (по переписи) | Численность населения (по переписи) | Численность населения (по переписи) | Численность населения (по переписи) |
| 1970                                | 1999                                | 2009                                | 2019                                |
| ----------------------------------- | ----------------------------------- | ----------------------------------- | ----------------------------------- |
| 465                                 | ↘396                                | ↘368                                | ↘293                                |

## Архитектура. Строения. Сооружения
Большинство зданий в Октябрьском двухэтажные. Высоту в 4 этажа имеют корпус торфозавода и башня над зданием бывшего пожарного депо. Одноэтажными жилыми домами усадебного типа застроена улица Озёрная, частный сектор Октябрьского, где проживает 15 % населения.
Самые старые здания построены в 1953 году. Это здание администрации торфопредприятия, жилые дома N1 и N2 на Центральной улице, бывшее общежитие (теперь жилой дом N9 на улице Центральной), старая школа. На стенах почти всех этих строений указан год постройки, 1953.
Школа имеет 2 здания. Старое построено в 1953 году, новое в 1990-е годы. Здания расположены рядом друг с другом и соединены переходом на уровне 2-го этажа.
Памятный знак «В честь первых строителей» находится в центре Октябрьского. Установлен в 2003 году, в ознаменование 50-летнего юбилея посёлка.
Мачта РРС, радиорелейной станции, является самым высоким сооружением в Октябрьском. Высота мачты (с учётом высоты антенн) 86 м. Видна далеко за пределами посёлка, в том числе с прилегающих участков трассы М-1, а также с северных окраин г. Барановичи.

Мачта радиорелейной станции (РРС)

Вид на Октябрьский с юга. Радиорелейная станция (РРС)

## Инфраструктура
- Промышленность. Торфопредприятие осуществляет добычу торфа на месторождениях Барановичского района, а также его дальнейшую переработку. Выпускается топливный торфобрикет, реализуемый потребителям, населению и организациям, как в Барановичском районе, так и за его пределами. Часть торфа реализуется сельхозпредприятиям района как органическое удобрение. Торфопредприятие является градообразующим предприятием для Октябрьского: с него начинался посёлок, здесь работает около половины трудоспособного населения. Годовая мощность предприятия по производству топлива более 50 тыс. тонн
- Отрасль связи. Радиорелейная станция (РРС) работала до 2008 года. Сейчас осталась аварийно-профилактическая группа (АПГ) междугородного узла электросвязи N6 (МУЭС-6) филиала «Междугородная связь» республиканского унитарного предприятия «Белтелеком». На мачте РРС размещены также антенны базовых станций сотовых операторов.
- ЖКХ. Эксплуатацию объектов коммунальной инфраструктуры (теплосети, водоснабжение, водоотведение и т. д.) осуществляет участок Барановичского районного ЖКХ. Сети водоснабжения охватывают 85 % населения. Централизованное отопление имеет 75 % жилого фонда, ещё 15 % жилья отапливается газовыми котлами. Природный газ получает 90 % населения, сжиженным газом снабжается 10 %. На природном газе также работает и котельная ЖКХ, обеспечивающая отопление и горячее водоснабжение.
- Торговля. Магазин «Товары повседневного спроса», в ассортименте продовольственные и промышленные товары. Периодически в центре посёлка работает мини-рынок, осуществляющий выездную торговлю. Значительная часть покупок совершается населением в магазинах и на рынках г. Барановичи.
- Образование. Средняя общеобразовательная школа. Здесь также продолжают образование выпускники окрестных начальных и базовых школ (Поленичицкой, Колпеницкой, частично Арабовщинской). Большой школьный стадион в свободное от учебных занятий время доступен всем желающим.
- Здравоохранение. Медпункт, в нём расположен и аптечный пункт. Входит в состав Барановичской городской поликлиники N3.
- Культура. Дом культуры, библиотека.
- Сфера услуг. Для проведения массовых мероприятий (свадьбы, юбилеи, банкеты и т. д.) частным лицам и организациям предоставляется в аренду столовая. Работает общественная баня.

Школа в Октябрьском

Торфозавод в Октябрьском

## Столовичская школа
Название школы связано с тем, что ранее, до 1953 года, она располагалась в деревне Столовичи, расположенной в 1,5 км севернее Октябрьского. С 1953 года школа переведена в Октябрьский, где было построено здание школы.
В 1998 году рядом со зданием 1953 года было построено новое, более просторное и современное. Здания соединили переходом на уровне 2-го этажа. Большинство уроков стало проводиться в новом здании, старое же использовалось как вспомогательное — для работы кружков, музыкальной школы и т. д. Однако здание стало быстро приходить в негодность, и в настоящее время признано аварийным. Достаточно быстро идет разрушение старого здания. Рядом со школой находится остановка «Октябрьский» общественного транспорта. Весной 2014 года здание продано с аукциона новому владельцу.

Столовичская школа
Школа в Октябрьском. Здание 1998 г. постройки
Школа в Октябрьском. Здание 1998 г. постройки
Школа в Октябрьском. Здание 1953 г. постройки

## Коммуникации

Вагоны узкоколейной железной дороги

Тепловоз ТУ-6А узкоколейной ж/д с вагонами

- Маршрутный автотранспорт. Через Октябрьский проходят автобусные маршруты, связывающие Барановичи с населёнными пунктами северной части Барановичского района, Столбцами в Минской области, Новогрудком и другими населёнными пунктами юго-востока Гродненской области. Также через посёлок проходят международные маршруты из Барановичей на Вильнюс (Литва) и Калининград (Россия). Среднее число рейсов в день из Октябрьского в Барановичи: 31. Такое же количество рейсов совершается и в обратном направлении. Движение автобусов осуществляется с 5.20 (отправление первого рейса с автовокзала Барановичи) до 21.47 (последний рейс из Октябрьского в Барановичи). Средний интервал движения составляет около 30 минут. Среднее время следования от автовокзала до посёлка около 20 минут.
- Железнодорожный транспорт. По узкоколейной железной дороге (ширина колеи 750 мм) доставляется сырьё (торф) с разрабатываемых месторождений на торфобрикетный завод в Октябрьском. Используются тепловозы ТУ6. В километре южнее посёлка, на пересечении узкоколейки с автодорогой Р-5, находится железнодорожный переезд со шлагбаумом, обеспечивающий прохождение составов через автодорогу.
- Стационарная связь. В Октябрьском насчитывается около 180 стационарных телефонных номеров. Автоматическая телефонная станция (АТС) обеспечивает выход со стационарных телефонов посёлка на междугородную и международную телефонную сеть. В центре посёлка установлен таксофон, также с междугородным и международным доступом.
- Мобильная связь. В Октябрьском находятся 3 базовых станции мобильной связи, всех трёх белорусских операторов стандарта GSM: А1, МТС, БеСТ.